# الأكاديمية العالمية للعلوم
الأكاديمية العالمية للعلوم (بالإنجليزية: The World Academy of Sciences، واختصارًا: TWAS) هي منظمة دولية علمية تهدف إلى دعم التقدم العلمي والتميز في مجالات العلوم الطبيعية في الدول النامية، وتعزيز قدرات البحث العلمي فيها من أجل التنمية المستدامة.

## التأسيس والمقر
تأسست الأكاديمية عام 1983 بمبادرة من مجموعة من أبرز العلماء في دول الجنوب، وفي مقدمتهم العالم الباكستاني الحائز على جائزة نوبل الدكتور عبد السلام، الذي كان أول رئيس لها. وقد تم دعم تأسيسها من قبل منظمة اليونسكو، وتتمتع اليوم برعاية رسمية منها.
يقع المقر الرئيسي للأكاديمية في مدينة ترييستي (Trieste) في شمال إيطاليا، داخل المركز الدولي للفيزياء النظرية (ICTP).

## البرامج والمبادرات
تشمل برامج الأكاديمية:
- زمالات الدكتوراه وما بعد الدكتوراه: تقدم بالشراكة مع جامعات ومراكز أبحاث في دول مثل الصين والهند وجنوب أفريقيا.
- جوائز TWAS السنوية: تُمنح للعلماء الذين قدموا إسهامات متميزة في مجالات مثل الفيزياء، والكيمياء، والرياضيات، وعلوم الحياة، والهندسة.
- دعم البحوث: تمويل مشاريع بحثية صغيرة للعلماء الشباب في بلدانهم.
- بناء القدرات المؤسسية: عبر دعم المراكز العلمية الإقليمية والمبادرات المحلية.

## الشراكات الدولية
تعمل الأكاديمية بالشراكة مع عدد من المنظمات الدولية، منها:
- منظمة اليونسكو (UNESCO)
- منظمة التعاون الإسلامي (OIC)
- الأكاديمية الأفريقية للعلوم (AAS)
- أكاديمية العلوم في الدول النامية NASAC

كما تشارك في تشكيل سياسات العلوم العالمية والإقليمية، وتقدم المشورة للدول النامية في بناء منظومات علمية قوية.

## الجوائز والتقدير
يُعد الانضمام إلى TWAS شرفًا كبيرًا في المجتمعات العلمية، وهي تُعرف بمكانتها الرفيعة بين المنظمات العلمية الدولية، خاصة لدورها الريادي في دعم العلماء في بيئات علمية محدودة الموارد.